# 王凡
王 凡（おう はん, 中国語: 王凡、ラテン翻記: Fan Wang、1994年1月27日 - ）は、中華人民共和国の女子ビーチバレー選手。

## 来歴
FIVBビーチバレーボールグランドスラム2015横浜大会に出場した。

## 参考
- FIVB 公式プロフィール